# Kampot
Kampot (in lingua khmer កំពត) è una città della Cambogia, capitale della provincia omonima. La città si affaccia mare del golfo di Thailandia , in questo tratto particolarmente bello e incontaminato.
La provincia di Kampot è famosa per la produzione di pepe.

## Infrastrutture e trasporti
La cittadina è servita dalla strada nazionale 3 (NH3) che collega a Phnom Penh e dalla strada nazionale 33 (NH33) che arriva fino al confine con il Vietnam. La stazione ferroviaria di Kampot si trova lungo la ferrovia Phnom Penh-Sihanoukville e vede transitare treni passeggeri quattro volte la settimana. Al porto fluviale di Kampot non sono presenti servizi di linea.